# Награда „Десанка Максимовић”
Награда „Десанка Максимовић” установљена је 1994. године, на годишњицу смрти песникиње Десанке Максимовић. Награду додељује Задужбина „Десанка Максимовић” у Бранковини за свеукупан допринос српском песништву.

## О Награди
Награда се додељује за свеукупан допринос српском песништву. Уручење се организује у оквиру Десанкиних мајских разговора у Бранковини, родном месту песникиње.
Песник Алек Вукадиновић је добитник награде за 2006. годину. У образложењу жирија стоји да Вукадиновић „припада породици модерних и савремених српских песника, који су непрестано изложени притиску језика, односно језичком чаровању”. 
Пре свечаности у Бранковини, у Ваљеву је пред Спомеником Песништву на Тргу Десанке Максимовић уприличен рецитал њене поезије у извођењу ученика ваљевске Гимназије, чији је ђак некада била и Десанка Максимовић.

## Добитници[1]

### Од 1994. до 2000.
- 1994 — Љубомир Симовић
- 1995 — Стеван Раичковић
- 1996 — Миодраг Павловић
- 1997 — Танасије Младеновић
- 1998 — Матија Бећковић
- 1999 — Милован Данојлић
- 2000 — Бранислав Петровић

### Од 2001. до 2010.
- 2001 — Борислав Радовић
- 2002 — Слободан Ракитић
- 2003 — Радмила Лазић
- 2004 — Милосав Тешић
- 2005 — Новица Тадић (одбио да прими награду)
- 2006 — Алек Вукадиновић
- 2007 — Слободан Зубановић
- 2008 — Мирослав Максимовић
- 2009 — Рајко Петров Ного
- 2010 — Мирјана Стефановић[2]

### Од 2010. до 2020.
- 2011 — Душко Новаковић[3]
- 2012 — Владимир Копицл[4]
- 2013 — Милан Ђорђевић[5]
- 2014 — Петар Пајић[6]
- 2015 — Тања Крагујевић[7]
- 2016 — Мошо Одаловић[8]
- 2017 — Милан Ненадић[9]
- 2018 — Ана Ристовић[10]
- 2019 — Војислав Карановић[11]
- 2020 — Томислав Маринковић[12][13]

### Од 2021. до 2030.
- 2021 — Саша Радојчић[14][15]
- 2022 — Живорад Недељковић[16]
- 2023 — Злата Коцић[17]
- 2024 — Никола Вујчић[18]